# Тетиле (Сасари)
Тетиле је насеље у Италији у округу Сасари, региону Сардинија.
Према процени из 2011. у насељу је живело 32 становника. Насеље се налази на надморској висини од 350 м.